# Nowy Testament, Współczesny Przekład
Nowy Testament, Współczesny Przekład – protestanckie tłumaczenie Nowego Testamentu z języka greckiego na współczesny język polski. Opracowane przez Komisję Przekładu Nowego Testamentu, z inicjatywy Brytyjskiego i Zagranicznego Towarzystwa Biblijnego. Potocznie znany jest jako „przekład dynamiczny”.

## Charakterystyka
Polski Nowy Testament został opracowany według reguł jakie przyjęto w stosunku do przekładów współczesnych na inne języki, np. język angielski – Good News for Modern Man, język niemiecki – Die Gute Nachricht, język francuski – Bonne Nouvelles Aujourd’hui. W tłumaczeniu zastosowano zasadę ekwiwalencji dynamicznej. Podstawą przekładu był tekst grecki The Greek New Testament, K. Aland, M. Black, C.M. Martini, B.M. Metzger i A. Wikgren, wydanie III z 1975 roku.
W przekładzie tym raz pojawia się imię Boże w formie Jahwe (Ewangelia Łukasza 1:78).

## Fragment przekładu
Fragment Współczesnego Przekładu Nowego Testamentu:

Gdy tylko powiał południowy wiatr, podnieśli kotwicę i popłynęli wzdłuż wybrzeży Krety z nadzieją, że powiodą się ich zamiary. Wkrótce jednak od strony lądu zerwał się huraganowy wiatr o nazwie Eurocyklon. Statek uderzony porywem wichru nie mógł utrzymać kursu i od tej chwili byliśmy zdani na łaskę fal. Pędzeni wiatrem w pobliżu wysepki Klaudy, tylko z wielkim trudem zdołaliśmy zabezpieczyć szalupę. Po wciągnięciu jej na pokład zabrano się do umacniania burt linami. Potem, w obawie, żeby nie wpaść na mielizny Syrty, trzeba było rzucić dryfkotwę i tak nas niosło.
Dzieje Apostolskie 27:13-17

## Tłumacze
Współczesny Przekład Nowego Testamentu opracowany został przez międzywyznaniowy zespół duchownych różnych kościołów protestanckich w Polsce. Ostatecznie tekst został zweryfikowany przez komisję w składzie: ks. prof. dr W. Benedyktowicz (przewodniczący), ks. doc. dr E. Bałakier, ks. prof. dr J.B. Niemczyk, ks. W. Preiss, ks. B. Tranda (częściowo).

## Daty wydań
- 1975 r. – Ewangelia Mateusza
- 1978 r. – Cztery Ewangelie
- 1991 r. – Nowy Testament